# Anna Diemidowa
Anna Stiepanowna Diemidowa (ur. 1878, zm. 17 lipca 1918 w Jekaterynburgu) – pokojówka carycy Aleksandry.

## Życiorys
Jej ojcem był kupiec Stiepan Diemidow z Czerepowca. Ukończyła Jarosławski Instytut Pokojówek. Przyjaźniła się z Jelizawietą Ersberg, pokojówką na carskim dworze i przez pewien czas była zaręczona z jej bratem Nikołajem. Dzięki wstawiennictwu Jelizawiety została zatrudniona na dworze w 1900. Podczas służby na dworze podkochiwała się w Charlesie Gibbesie, nauczycielu języka angielskiego dzieci cara.
Po abdykacji cara Mikołaja II pozostała przy rodzinie carskiej i towarzyszyła jej podczas więzienia przez bolszewików. 17 lipca 1918 została zamordowana w Jekaterynburgu razem z rodziną cara i towarzyszącymi im osobami. Nie zginęła od kul plutonu egzekucyjnego, więc dobito ją bagnetami. W 1981 została uznana za świętą przez Rosyjski Kościół Prawosławny poza granicami Rosji.